# Erastria canente
Erastria canente är en fjärilsart som beskrevs av Pieter Cramer 1779. Erastria canente ingår i släktet Erastria och familjen mätare. Inga underarter finns listade i Catalogue of Life.